# رامبو: الدم الأخير
رامبو: الدم الأخير (بالإنجليزية: Rambo: Last Blood)‏ هو فيلم حركة وإثارة تم إنتاجه في الولايات المتحدة وصدر سنة 2019 بطولة سيلفستر ستالون وهو الجزء الخامس والأخير من «سلسلة أفلام رامبو».

## القصة
بعد مرور 11 عامًا على الأحداث التي وقعت في بورما، يعيش المخضرم في حرب فيتنام جون رامبو في بوي بولاية أريزونا في مزرعة والده المتوفاة في حصانه، والتي يديرها مع صديقته القديمة ماريا بلتران وحفيدتها غابرييلا.  يكشف غابرييلا لرامبو أن صديقها، جيزيل، وجد والد غابرييلا (ميغيل)، في المكسيك.  ضد رغبة رامبو وماريا، توجهت غابرييلا سراً إلى المكسيك لتتساءل عن سبب تخلي ميغيل عن غابرييلا ووالدتها منذ سنوات.  تقود جيزيل غابرييلا إلى شقة ميغيل، حيث يكشف لها أنه لم يهتم أبدًا بغابريلا أو والدتها.
تأخذ جيزيل غابرييلا الحزينة إلى ناد محلي، حيث يتم تخدير غابرييلا وخطفه من قبل منفذي كارتل مكسيكي.  في هذه الأثناء، تبلغ ماريا رامبو باختفاء غابرييلا للمكسيك.  يسافر رامبو إلى المكسيك ويستجوب ميغيل وجيزيل حول مكان غابرييلا.  تؤدي جيزيل على مضض إلى رامبو إلى النادي حيث شوهد غابرييلا آخر مرة وتواجه إل فلاكو، الرجل الذي تحدث لآخر مرة مع غابرييلا.  امرأة غامضة، كارمن ديلجادو، تتبع رامبو الذي ذاهب إلى إل فلاكو للتكلم حول غابرييلا.  تواجه رامبو على الفور، وتعرض للضرب وتتميز بالكارتل، بقيادة الأخوين هوغو وفيكتور مارتينيز.  يأخذون رخصة قيادته، ويكشفون عن موقع المزرعة، وصورة لغابرييلا، الذي يعرفه فيكتور.  تعهد الكارتل بإساءة معاملة غابرييلا بسبب تصرف رامبو الذي قام بالتكلم معهم لأخذ غابرييلا.
تعيد كارمن رامبو إلى منزلها حيث تهتم به حتى يتعافى بالكامل.  تكشف كارمن عن نفسها كصحفية مستقلة تحقق مع إخوة مارتينيز وخاطفيها وقاتلي أختها.  قام رامبو في وقت لاحق بمداهمة أحد بيوت الدعارة، مما أدى إلى مقتل عدة رجال حتى يجد غابرييلا مخدرتاً في طريق العودة إلى المنزل، تشكر رامبو غابرييلا لمنحها الأمل لمدة عشر سنوات قبل وفاتها من جرعة زائدة مفرطة من المخدرات. مما أدى إلى حزن وغضب رامبو، يرسل رامبو ماريا بعيدًا ويزرع بالمزرعة بالفخاخ لمواجهة، ثم يعود لاحقًا إلى المكسيك لطلب مساعدة كارمن في العثور على فيكتور.  ترفض كارمن في البداية، معتقدة أنها لن تحل شيئًا، لكنها مقتنعة بعد أن ناشد رامبو حزنها وإحباطاتها.
رامبو مداهمات منزل فيكتور، مما أسفر عن مقتل العديد من الحراس وقطع رأس فيكتور.  رداً على ذلك، يقود هوجو مجموعة من القتلة إلى مزرعة رامبو، حيث يقع كل منهم ضحية المصائد المزورة.  لإنقاذ هوغو للأخير، يشوهه رامبو ويمزق قلبه.  في أعقاب ذلك، يجلس رامبو ضعيف على شرفة منزل والده جالساً على الكرسي المتحرك، متعهدا بمواصلة القتال والحفاظ على ذكريات أحبائه على قيد الحياة.

## وصلات خارجية
رامبو: الدم الأخير على موقع IMDb (الإنجليزية)
- رامبو: الدم الأخير على موقع ميتاكريتيك (الإنجليزية)
- رامبو: الدم الأخير على موقع روتن توميتوز (الإنجليزية)
- رامبو: الدم الأخير على موقع ألو سيني (الفرنسية)
- رامبو: الدم الأخير على موقع أول موفي (الإنجليزية)
- رامبو: الدم الأخير على موقع بوكس أوفيس موجو (الإنجليزية)
- رامبو: الدم الأخير على موقع فيلمافينيتي (الإسبانية)
- رامبو: الدم الأخير على موقع قاعدة بيانات الفيلم (الإنجليزية)
- رامبو: الدم الأخير على موقع ليتربوكسد (الإنجليزية)
- رامبو: الدم الأخير على موقع كينوبويسك (الروسية)